# Tour First
Tour First  är en skyskrapa i La Défense i Paris storstadsområde, Frankrike. Byggnaden är 231 meter och 52 våningar hög och blev efter ombyggnaden 2011 Frankrikes högsta byggnad. Redan 1974 invigdes skrapan med en höjd av 189 meter och med 40 våningar. 2007 byggdes skrapan på med fler våningar och blev klar 2011.